# Нуэва Чикаго
Клуб Атлетико «Нуэ́ва Чика́го» (исп. Club Atlético Nueva Chicago) — аргентинский футбольный клуб, представляющий район Матадерос, расположенный в западной части Буэнос-Айреса. Клуб в настоящее время играет в Примере B Насьональ, второй по уровню лиге чемпионата Аргентины.
Помимо футбольной в состав спортивного клуба «Нуэва Чикаго» входят секции по баскетболу, боксу, хоккею на траве, гандболу, футзалу, волейболу и катанию на роликовых коньках.

## История

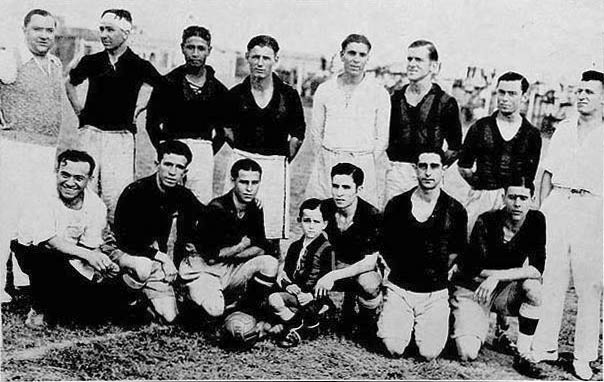
Команда «Нуэва Чикаго» 1933 года.

Клуб был основан 1 июля 1911 года группой молодых людей от 15 до 30 лет под названием «Лос Унидос де Нуэва Чикаго» (Los Unidos de Nueva Chicago). Название для команды было дано по ассоциации Матадероса, района скотобоен, с американским городом Чикаго, прозванным «мясной столицей США».
По состоянию на 2014 год «Нуэва Чикаго» провёл шесть сезонов в Примере, главной аргентинской футбольной лиге: в 1982/83, с 2001 по 2004 год и в сезоне 2006/07. По итогам 2014 года «Нуэва Чикаго» добился возвращения в Примеру. Однако удержаться в элите не сумел и с 2016 года вньвь выступает в Примере B Насьональ.

## Достижения
- Вице-чемпион Аргентины в любительскую эру (1): 1925
- Вице-чемпион Аргентины в смешанном чемпионате любителей и профессионалов (AFAP) (1): 1933

- Чемпион Второго по уровню дивизиона чемпионата Аргентины (3):
  - Примера B (1): 1930
  - Дивизион B (1): 1981
  - Примера B Насьональ (1): 2006 (Клаусура)

- Чемпион Третьего по уровню дивизиона (2):
  - Примера C (1): 1940
  - Примера B Метрополитана (1): 2013/14